# Amila Glamočak
Amila Glamočak (née le 19 juillet 1966 à Sarajevo) est une chanteuse bosniaque. Elle est la représentante de la Bosnie-Herzégovine au Concours Eurovision de la chanson 1996 avec la chanson Za našu ljubav.

## Biographie
Elle commence sa carrière musicale à 15 ans, lorsqu'elle chante avec Lejla Trto dans le duo Vrele Usne. Elle est diplômée en musicologie de l'Académie de Musique de Sarajevo (en). Elle commence sa carrière solo en 1992. La même année, elle chante dans la comédie musicale Kosa - Anno domini 1992.
Radio-Televizija Bosne i Hercegovine sélectionne en interne Amila Glamočak. Cependant elle organise un concours pour la chanson ; huit sont présentées lors d'une émission de télévision, la gagnante est choisie par un jury d'experts.
En 1996, pour la seule fois de l'histoire de l'Eurovision, un tour de qualification audio uniquement des 29 chansons inscrites (à l'exclusion de l'hôte norvégien qui est exempté) a lieu en mars afin que les sept chansons les moins bien notées soient éliminées avant la finale. Za našu ljubav se classe 21e avec 29 points, se qualifiant ainsi pour la finale.
À la fin des votes du concours, Za našu ljubav obtient 13 points et finit à la 22e place sur vingt-trois participants.
Un an après la compétition, elle sort son premier album, Imaš me u šaci. En 1998, elle remporte le festival de Bihać.
Elle participe ensuite deux fois au concours de sélection de la Bosnie-Herzégovine pour le Concours Eurovision de la chanson : en 2001 avec la chanson Ljubi me sad, elle est cinquième et en 2003 avec la chanson Mac sa oštrice dvije, elle est quatrième.
Elle fut mariée à l'acteur Admir Glamočak, avec qui elle a un fils, Adi. En 2006, elle choisit de se consacrer à l'islam, divorce et disparaît de la vie publique puis déménage en Turquie, où elle se remarie.

## Discographie
Albums
- Imaš me u šaci (1997)
- Sunce (2002)